# Pawłowo (rejon solecznicki)
Pawłowo, Merecz (lit. Merkinė) – wieś na Litwie, w rejonie solecznickim, 2 km na zachód od Turgieli, zamieszkana przez 66 osób.

## Historia
W 1767 roku wieś wraz z przyległościami nabył ksiądz kanonik wileński Paweł Ksawery Brzostowski, który od swego imienia nazwał ją Pawłowem. W roku 1769 zastąpił we wsi pańszczyznę oczynszowaniem oraz nadał chłopom wolność osobistą. Chłopi utworzyli samorząd gminny nazywany sejmem. Ksiądz Brzostowski utworzył tu republikę samorządową funkcjonującą pod nazwą Rzeczpospolita Pawłowska. Obejmowała ona obszar ponad 3 tys. hektarów i miała własną konstytucję, herb, pieniądze, sejm, skarb, kasę samopomocy, szkołę. W sumie republika księdza Brzostowskiego w Pawłowie funkcjonowała 25 lat. Sejm Rzeczypospolitej zatwierdził urzędowo „rzeczpospolitę pawłowską” oraz uchwalił Konstytucję Rzeczypospolitej Pawłowskiej dnia 4 kwietnia 1791 roku, czyli jeszcze przed uchwaleniem Konstytucji 3 maja. Konstytucja Pawłowska była więc najstarszą konstytucją w Europie.

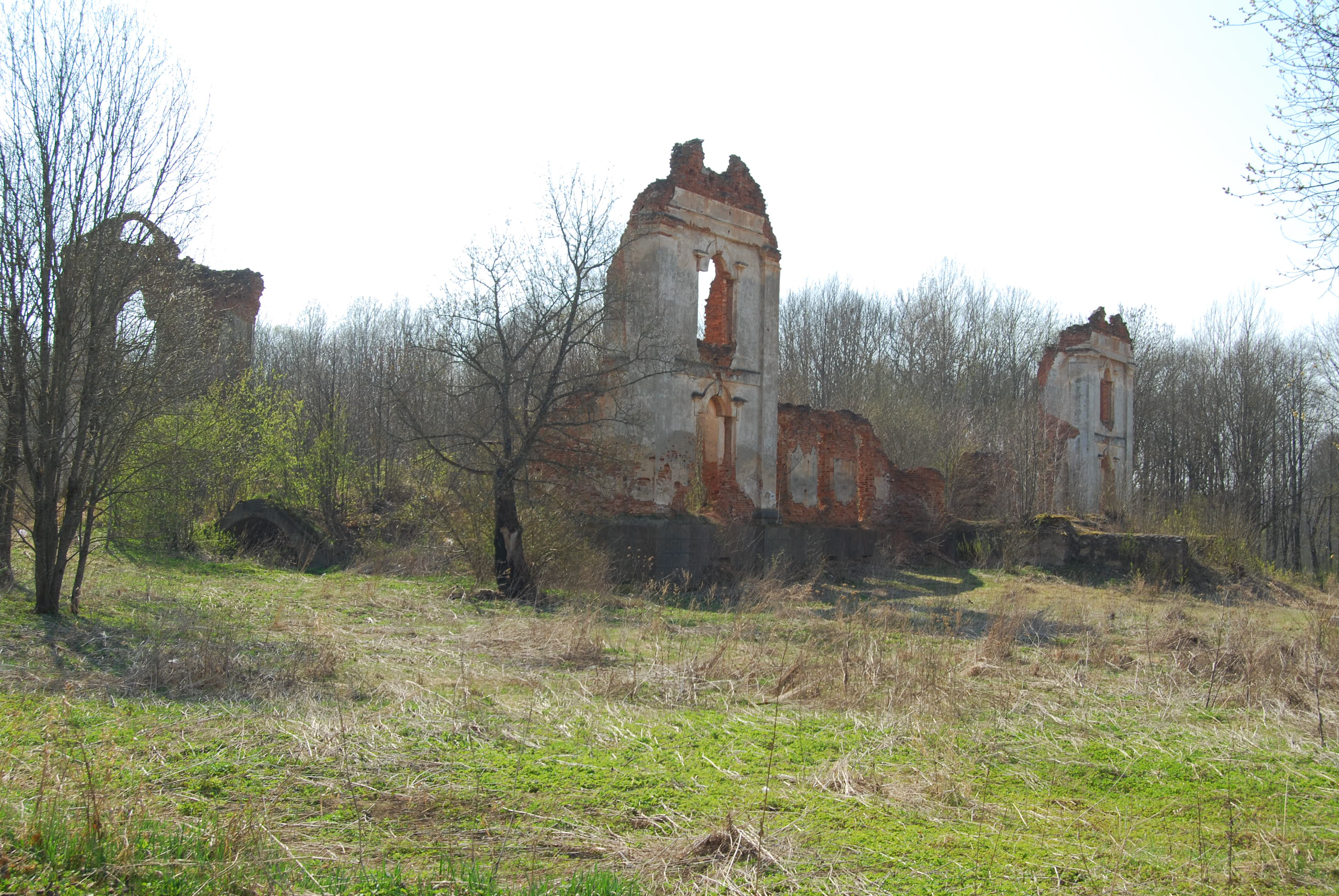
Ruiny dworu księdza Brzostowskiego w Pawłowie

Przed II wojną światową w Polsce, w powiecie wileńsko-trockim województwa wileńskiego.